# NGC 1336
NGC 1336 (другие обозначения — ESO 358-2, MCG -6-8-16, FCC 47, PGC 12848) — эллиптическая (или линзообразная) галактика в созвездии Печь.
Этот объект входит в число перечисленных в оригинальной редакции «Нового общего каталога».
Галактика входит в Скопление Печи.
Галактика NGC 1336 входит в состав группы галактик NGC 1399. Помимо NGC 1336 в группу также входят ещё 41 галактика.
NGC 1336 имеет звёздное скопление, расположенное прямо в её ядре и имеющее большую металличность и высокую массу.